# Херинг, Хуго
Ху́го (Гу́го) Хе́ринг (нем. Hugo Häring) 22 мая 1882, Биберах-ан-дер-Рис, Баден-Вюртемберг — 17 мая 1958, Гёппинген, Баден-Вюртемберг, Германия) — немецкий архитектор, теоретик и практик немецкой «органической архитектуры». Один из основателей Международного конгресса современной архитектуры. Оказал значительное влияние на творчество Ганса Шаруна. К идеям Херинга и Шаруна в своём творчестве был близок Алвар Аалто.

## Жизнь и творчество
Немецкий архитектор, ученик Теодора Фишера. Был секретарем «Кольца» (Der Ring) и от этого объединения участвовал в учреждении Международного конгресса современной архитектуры (CIAM). Проектировал модернистские здания для Берлин-Целендорф (1926—1927) и Берлин-Сименштадт (1929—1931).
Хуго Херинг долгое время являлся хранителем работ художника Казимира Малевича. В 1927 году немцы предложили Малевичу устроить выставку в Берлине. По мере того, как политическая атмосфера в СССР обострялась, Малевич стал собираться в Европу всерьёз и надолго. Поэтому он привёз свои работы в Германию и увез с собой, не разбирая, весь свой архив, который накопился у него по март 1927 года (этот архив Малевича до сих пор хранится в Берлине). Как считает А. С. Шацких, исследователь и издатель 5-томного собрания сочинений К. Малевича, так Малевич оставил в Берлине своеобразную «капсулу времени», он «законсервировал» свою жизнь в рукописях и документах за полтора десятка лет. Но начало репрессий в СССР развернувшихся на Украине против некоторых представителей интеллигенции заставило Малевича снова вернуться в Ленинград, оставив картины экспонировавшиеся на выставке, пояснительные таблицы к лекциям и теоретические записи, на временное хранение архитектору Хуго Херингу в Германии. На родину картины уже не вернулись, часть их в настоящее время принадлежит Городскому музею Амстердама и МоМА. Сам Малевич в СССР был арестован ОГПУ осенью 1930 года, по подозрению в шпионаже, но в декабре того же года он был освобождён..
Позже Хуго Херинг развивал теорию органической архитектуры, которая в его понимании, вероятно, означала функциональную пригодность и отказ от предвзятых эстетических идей или форм. В отличие от Фрэнка Ллойд Райта отвергал правильные геометрические формы; по его мнению, композиция здания должна развиваться свободно, подобно живому организму. В некоторых из его работ чувствовался экспрессионизм.
Некоторые из работ Хуго Херинга:
- Комплекс хозяйственных построек Гут Гаркау, Шарбойц, недалеко от Любека (1923—1925)
- Фабрика табачных изделий в г. Нойштадт-ин-Хольштайн (1925)
- Дом Берендта, Берлин (1930)
- Дом фон Притвитц, Тутцинг (1937—1941)
- Школа Kunst und Werk, Берлин (1942)
- Дом Шмитца, Биберах-ан-дер-Рис (1949—1950).[5]

### Семья
С 1950 года был женат на актрисе Роме Бан (1896—1976).